# Bánfalvy Stúdió
A Bánfalvy Stúdió egy művészeti alapítvány, amely színházi előadások előállításával és forgalmazásával foglalkozik, továbbá fenntartója a Bánfalvy Ágnes Színészképző Szakgimnáziumnak. Alapítója Bánfalvy Ágnes több éven keresztül foglalkozott színész oktatással az Amerikai Egyesült Államokban és Magyarországon mielőtt megalapította saját színitanodáját 2007-ben. Ez bővült később színházi előadások előállításával, melyek sikereinek köszönhetően a 2010-es évekre országos ismeretségre tettek szert, és meghatározó szereplőjévé váltak a magyar színházi életnek.

## Története
Első komolyabb sikereiket 2010-ben érték el, Rékasi Károly főszereplésével, a Figaro házassága c. előadással. Ezt követték olyan  bemutatók mint, Szabó Magda Abigél (2010) c. ifjúsági regényének a saját gyártású színházi adaptációja, melyet számos helyszín mellett a Debreceni sportcsarnokban is bemutattak. Ezt követően nagyobb volumenű produkciót, a Grease c. musical-t mutatták be 2015-ben, melyről Cynthia Mendelsohn jogtulajdonos így nyilatkozott:
Az elmúlt 20 évben több mint 200 Grease produkciót láttam: a Broadway-n, a West Enden, Párizsban, Rómában, Melbourne-ben, Varsóban, Szingapúrban, Hong Kongban és a világ legtöbb nagyvárosában. A péntek esti előadás a Syma Csarnokban azonban az első öt legjobb között volt...
Később főleg szórakoztató vígjátékokat mutattak be, mint az Elvis, Oltár, Miami (2016) , a Laurence Olivier-díjas Miniszter félrelép (2017)  és a Nicsak, ki lakik itt!? (2018).
Főbb partnereik (Pesti Magyar Színház, Nyíregyházi Móricz Zsigmond Színház, Egri Gárdonyi Géza Színház, Belvárosi Színház, Művészetek Háza (Miskolc), Debreceni Lovarda, Szombathelyi Agóra és Szeged IH) országosan meghatározó kulturális intézmények, akik rendszeresen helyszínt biztosítanak az előadásaiknak.
Jelenleg az ország számos településein megtekinthetők előadásaik, valamint felvidéki és erdélyi turnékat is szerveznek a határon túli magyarok számára.

## Színitanoda
A Bánfalvy Ágnes Színészképző Szakgimnázium 2007 óta tart évente induló színészképzéseket fiatalkorúaknak és felnőtteknek egyaránt.
A felvételt nyert hallgatók egy 3 éves tanfolyamon vehetnek részt, mely után okleveles színész végzettségre tehetnek szert. 
Az alábbi tantárgyak képzeik a kerettanterv részét, melyek elvégzése szükséges a vizsga megkezdéséhez: pódium játék, beszédtechnika, tánc és színészi játék óra.
A vizsga előadások elkészítésében a szakma kiemelkedő képviselői szoktak közreműködni, mint Árkosi Árpád, Csiszár Imre és Szurdi Miklós.

## Tanárok
| Bánfalvy Ágnes - Mesterség | Kokavecz Iván - Ének és zene | Fabó Györgyi - Mesterség | Incze József - Mesterség | Harmath Imre - Szinkron |

## Művészek (2024/2025)
- Barnóczky Ákos
- Beleznay Endre
- Borka Zsombor
- Bugár Anna
- Csáki Edina
- Dévényi Ildikó
- Fábián Anita
- Fodor Zsóka
- Gáliczki Nikoletta
- Ganxsta Zolee
- Garaj Bernadett
- Gergály Vivien
- Gombás Ádám
- Gubík Ági
- Gyebnár Csekka
- György Orsolya
- Hajdu Levente
- Harmath Imre
- Hujber Ferenc
- Kárász Zénó
- Kérek Laura
- Lékai-Kiss Ramóna
- Kiss Zoltán
- Kondákor Zsófia
- Kóródi Dorina
- László Csaba
- Mezei Léda
- Papp László
- Pásztor Virág
- Pintér Gábor
- Sándor Péter
- Steiner Gábor
- Stelczer Tímea
- Suhajda Dániel
- Szabó Arnold
- Száraz Dénes
- Szemán Béla
- Szőke Zoltán
- Tihanyi-Tóth Csaba
- Urmai Gábor
- Varga Izabella
- Vastag Tamás

## Bemutatók
A Bánfalvy Stúdió bemutatói:
| 2005 - Egy őrült naplója - Nyikolaj Vasziljevics Gogol 2006 - Micimackó - A. A. Milne 2008 - Vidám kísértet - Noël Coward - Jövőre, veled, ugyan itt 1. - (bemutató: február 1.) 2010 - Figaró házassága - Pierre-Augustin Caron de Beaumarchais - Az ibolya - Alakok | 2011 - Jövőre, veled, ugyan itt 2. - (bemutató: február 14.) - Előbb a has jön, aztán a morál - (bemutató: május 27.) 2012 - Abigél - Szabó Magda - Lüszisztraté - Arisztophanész 2013 - A kaktusz virága 2014 - Ma estére szabad a kecó avagy a londoni szextett | 2015 - Grease 2016 - Elvis, Oltár, Miami avagy félmillió dollár gazdát keres 2017 - A Miniszter félrelép - Ray Cooney (bemutató: szeptember 15.) 2018 - Nicsak ki lakik itt?! |

## További információ
- A Stúdió honlapja
- A Stúdió Facebook oldala
- A Stúdió Instagram oldala